# Kőbunkó (film)
A Kőbunkó (eredeti cím: Encino Man, európai forgalmazási címén: California Man) 1992-ben bemutatott amerikai filmvígjáték, melyet a Hollywood Pictures készített, Pauly Shore és Brendan Fraser főszereplésével.

## Cselekmény
Dave és Stanley, a két középiskolai kívülálló, egy jégbe fagyott ősemberre bukkannak, miközben Dave-ék udvarában egy úszómedence alapjait ássák. Kiolvasztják és életre keltik az ősembert, akit Linknek neveznek el. Egy alapos fürdő, hajvágás és némi modern öltözék ráadása után Linket elviszik a középiskolába, ahol Linkavitch Chomofsky néven, észt cserediákként mutatják be, miközben az ősember megpróbál beilleszkedni a modern világba.

## Szereplők
| Szerep             | Színész           | Magyar hang       |
| ------------------ | ----------------- | ----------------- |
| Link               | Brendan Fraser    | Boros Zoltán      |
| Dave Morgan        | Sean Astin        | Csonka András     |
| Stoney Brown       | Pauly Shore       | Stohl András      |
| Robyn Sweeney      | Megan Ward        | Biró Anikó        |
| Ella               | Robin Tunney      | Matolcsi Marianna |
| Matt Wilson        | Michael DeLuise   | Szerémi Zoltán    |
| Phil, Matt haverja | Patrick Van Horn  | Bartucz Attila    |
| Will, Matt haverja | Dalton James      | Szokol Péter      |
| Mr. Brush          | Rick Ducommun     | Balázsi Gyula     |
| Kim                | Jonathan Ke Quan  | F. Nagy Zoltán    |
| Mrs. Morgan        | Mariette Hartley  | Némedi Mari       |
| Mr. Morgan         | Richard Masur     | Barbinek Péter    |
| Teena Morgan       | Ellen Blain       | Simonyi Piroska   |
| Mrs. Mackey        | Esther Scott      | Csonka András     |
| Mr. Beady          | Steven Elkins     | Csuja Imre        |
| Señorita Vasquez   | Sicily Rossomando | Báthory Orsolya   |
| Raji               | Erick Avari       | Várkonyi András   |
| Kashmir            | Gerry Bednob      | Móni Ottó         |
| Peyton             | Mark Adair-Rios   | Bartucz Attila    |
| Charlie            | Vince Lozano      | Szokol Péter      |
| Enrique            | Richard Montoya   | Sztarenki Pál     |
| Nora               | Rose McGowan      | ?                 |